# Seznam knih Tomáše Bartoše
Toto je seznam románů a povídek českého spisovatele publikujícího pod pseudonymem Tomáš Bartoš. Autor pečlivě tají svoji identitu, specializuje se na žánr military sci-fi.

## Seznam děl
- Žoldnéři, Klub Julese Vernea, Praha 2006, dotisk 2009, roku 2012 přeloženo do polštiny.[2] Jedná se o nejznámější autorovo dílo.[1] Román se odehrává v polovině 23. století v době, kdy je lidstvo vyčerpáno korporačními válkami o vládu nad Sluneční soustavou. Utajená skupina elitních žoldnéřů je vysazena na Plutu, aby získala pod kontrolu 150 let starou vědecko-průmyslovou základnu, která umožňuje přístup k předválečným biologickým nanotechnologiím.
- Renegát, sedmnáctá část série Agent JFK, Triton, Praha 2008, ve které hlavní hrdina řeší časové paradoxy.
- Povídka Komando, obsažená ve speciálním sborníku ze světa Agenta JFK Svůj svět si musíme zasloužit, Triton, Praha 2009.
- Povídka Na začátku věčnosti, obsažená ve sborníku povídek Soumrak světů (třicátá třetí část série Agent JFK), Triton, Praha 2014.
- Turbulentní vesmír, Triton 2015 (napsáno společně s Miroslavem Žambochem). Příběhy v knize z doby, kdy je celý vesmír zmítán válkou mezi jednotlivými mocenskými frakcemi, jsou vyprávěny z hlediska rozvíjející se umělé inteligence válečného robota DB 24, který si uvědomuje sám sebe a vystupuje pod jménem Kovboj.